# 圣马科斯湾
圣马科斯湾（葡萄牙語：Baía De São Marcos）是巴西东北部马拉尼昂州大西洋沿岸的一个海湾，长约100公里，宽16公里。圣马科斯湾实际上是梅阿林河河口三角洲的一部分，另外还有格拉雅乌河和平达雷河注入。海湾中岛屿众多，其中最大岛屿圣路易斯岛，为马拉尼昂州首府圣路易斯所在地。